# Hazelton (Dacota do Norte)
Hazelton é uma cidade localizada no estado norte-americano de Dacota do Norte, no Condado de Emmons.

## Demografia
Segundo o censo norte-americano de 2000, a sua população era de 237 habitantes.
Em 2006, foi estimada uma população de 203, um decréscimo de 34 (-14.3%).

## Geografia
De acordo com o United States Census Bureau tem uma área de
0,6 km², dos quais 0,6 km² cobertos por terra e 0,0 km² cobertos por água. Hazelton localiza-se a aproximadamente 607 m acima do nível do mar.

## Localidades na vizinhança
O diagrama seguinte representa as localidades num raio de 40 km ao redor de Hazelton.